# Французская федерация Таро
Французская федерация Таро или FFT — организация созданная в Париже в 1973 году игроками, увлеченными игрой в Таро, ставит своей целью продвигать и распространять игру среди игроков разного возраста и уровня, в частности, путем организации региональных, национальных и международных соревнований.
В частности, федерация организует чемпионаты Франции и ежегодно публикует национальный рейтинг лицензированных игроков.
Штаб-квартира находится в Ослоне (департамент Сона-и-Луара).
По состоянию на 2017 год, в ней числилось 400 клубов и 10 000 игроков.
По состоянию на 2022 год президентом федерации является Патрик Баумгартен.